# Popcaan
Vous pouvez aider à l'améliorer ou bien discuter des problèmes sur sa page de discussion.
- Il n’est pas rédigé dans un style encyclopédique. (Marqué depuis août 2015)
- La traduction est incomplète. (Marqué depuis juin 2016)

Popcaan, de son vrai nom Andrae Jay Sutherland, né le 19 juillet 1988 dans la paroisse de Saint-Thomas en Jamaïque, est un chanteur de dancehall jamaïcain. 

## Enfance et jeunesse
Né à St. Thomas en Jamaïque, Sutherland grandit à St Catherine. Dès l'âge de sept ans il s'entraîne au chant et à l'interprétation, et il continuera sa carrière musicale sous le pseudonyme de Popcaan.

## Carrière

### 2007-2010: Les débuts
En 2007, Popcaan approche Vybz Kartel à une jam locale appelée 'My Scheme' où Kartel recrute le jeune DJ à son Portmore Empire (groupe de musique), faisant de lui son producteur et mentor. En plus de montrer à Popcaan les ficelles du milieu de la musique, Kartel l'eDmmène à d'importants shows comme ceux de Sting et le Reggae Sumfest.
Popcaan commence à créer de la musique pour Adidjaheim Productions avec le producteur de l'époque NotNice. Il eut un début prometteur avec "Gal Wine" sur le Gal Farm riddim, enchaînant avec les hits incluant "It Nuh Work So", "Jah Jah Protect Me", “Gangsta City", "Dream", "Gangsta City Part Second", et "Hot Grabba".

### 2010–13: Popularité grandissante
Popcaan perça en 2010 avec "Clarks", une collaboration avec Kartel. La chanson réussit à avoir un succès internationale, ayant pour conséquence une montée mondiale de vente de la chaussure britannique. En 2011, Popcaan reçoit l' Excellence in Music and Entertainment (EME) Award comme 'Meilleur Nouvel Artiste', et 'Collaboration de l'Année' pour "Clarks", qui gagna aussi la récompense de la 'Chanson de l'Année – Dancehall'.
Fin janvier 2012, Popcaan sort une nouvelle mixtape, Chromatic presents Yiy Change—la suite à sa mixtape de 2010 Hot Skull, Fry Yiy, Boil Brainz. En mars "Only Man She Want" donne à Popcaan sa première entrée au Billboard en étant Numéro 89 dans les charts Hot R&B/Hip-Hop. La chanson fut plus tard officiellement remixé par le rappeur Busta Rhymes.
Popcaan figure aussi dans The New York Times expliquant l'impact grandissant de "Only Man She Want."
Au Youth View Awards, Popcaan gagna trois récompenses : " Chanson de l'été favorite " et " Chanson Locale " au Top des Charts pour " Ravin ", et Young, Hot and Hype Male.
Popcaan fit une tournée mondiale depuis, en Europe, au Canada, et dans les Caraïbes et en Amérique du Sud. Pendant qu'au Canada, Popcaan fut en contact avec le rappeur Canadien  Drake, qui lui exprima publiquement son admiration. En 2013, Popcaan a sorti son vidéo clip du titre "Unruly Rave", qui a été tournée dans la ville Toronto et dirigié par Niko, le directeur du label "October's Very Own".
En 2012, Popcaan figura sur la chanson de Pusha T, "Blocka". Sa voix fut ensuite samplé par Kanye West sur Yeezus en 2013.

### 2014–Présent:Where We Come From
En 2014, Popcaan signe un contrat pour de multiples enregistrements avec Mixpak Records. Son premier Dalbum studio, Where We Come From, sortit sous le label Mixpak le 10 juin 2014, Dre Skull étant le producteur exécutif du projet. Le premier single de l'album, "Everything Nice", est produit par Dubbel Dutch et dévoilé le 1er octobre 2013,. Il entre au Billboard Top Reggae Albums chart au numéro 2, et sa vidéo atteint 5 million de vues sur YouTube.
En juin 2014, Popcaan apparut pour la première fois sur la couverture de The Fader dans sa 92e publication. Il apparaît sur le titre "Kisses for Breakfast" de Melissa Steel qui est rentré par la suite dans top 10 des hits du Royaume-Uni en Août 2014,.
En september 2014 il fut nommé pour un MOBO Award dans la catégorie Best Reggae Act , sa quatrième nomination consécutive. En 2015, il remporte un MOBO Award.
En mai 2015, Popcaan figura sur "I Know There's Gonna Be (Good Times)" de Jamie xx avec le rappeur Américain Young Thug.
En janvier 2016, Popcaan figure sur le single "I'm in Control" du duo électronique Anglais AlunaGeorge. Le 29 mars 2016, la chanson intitulé Controlla par Drake a été divulgé avec Popcaan comme featuring, une version sans Popcaan à plus tard été présenté dans le quatrième album studio de drake Views.
Le 28 avril Popcaan sort le single appelé "Ova Dweet".
Le 2 mai 2016, Popcaan aurait été arrêté pendant une performance à Antigua après une altercation avec un officier de police.
Il participe au 5e album studio de Gorillaz, Humanz, sur le titre Saturnz Barz. Le titre est diffusé en avant-première sur la radio anglaise BBC Radio 1 le 23 mars 2017.

## Discographie

### Albums
- 2012 : Bay Badness
- 2014 : Where We Come From
- 2018 : Forever
- 2020 : Fixtape
- 2023 : Great Is He

### Singles
- 2020 : F&F (composé par Alvin Brown Beats)[17],[18]
- 2020 : Chill (composé par Alvin Brown Beats)
- 2021 : Win (composé par Alvin Brown Beats)
- 2021 : Good Only (composé par Alvin Brown Beats)